# Traité ABM
Pour les articles homonymes, voir ABM.
 (septembre 2023).
Si vous disposez d'ouvrages ou d'articles de référence ou si vous connaissez des sites web de qualité traitant du thème abordé ici, merci de compléter l'article en donnant les références utiles à sa vérifiabilité et en les liant à la section « Notes et références ».
Traité Salt I (1972) Traité sur la limitation des essais souterrains d'armes nucléaires (1974)
Le traité ABM (en anglais, ABM pour Anti-Ballistic Missile) fut signé à Moscou le 26 mai 1972 dans le cadre des négociations sur la limitation des armes stratégiques et complété par le protocole du 3 juillet 1974 entre l'URSS et les États-Unis, puis confirmé par la Russie et les États de l’ex-URSS pour une durée illimitée. Après l'annonce du retrait officiel des États-Unis (rendu public le 13 décembre 2001), les États-Unis ne font plus partie du traité ABM depuis le 13 juin 2002.
Il est implicitement respecté par les trois autres puissances atomiques déclarées, le Royaume-Uni, la France et la Chine.

## Fondements du traité
En 1972, la signature des traités de SALT I introduisait le principe d'établir un lien entre la limitation des armements stratégiques défensifs et la limitation des armements stratégiques offensifs. Il devait donc contribuer à renforcer la stabilité mondiale et limiter la course aux missiles intercontinentaux. Ce traité introduisait trois objectifs fondamentaux pour parvenir à ses fins :
- le déploiement d'un système de défense antimissile sur l'ensemble des territoires américain et russe est interdit. Ce système n’est autorisé que sur un seul site, soit la capitale du pays soit autour d'un site de lancement de missile ICBM :

L’Union soviétique décida d’établir un système ABM autour de sa capitale Moscou. Opérationnel depuis 1968, il comprend 4 bases de lancement et 100 missiles.
Les États-Unis décidèrent de protéger une zone de lancement de missiles intercontinentaux, basée à Grand Forks dans l'État du Dakota du Nord. Après des années de travaux, le système doté de missile Sprint fut déclaré opérationnel en octobre 1975, le lendemain sa fermeture fut décidée par un décret spécial du Congrès des États-Unis d'Amérique et fut effective en février 1976.
- il est interdit de mettre au point ou de déployer de tels systèmes ABM en mer, dans l'air, dans l'espace extra-atmosphérique ou sur des plates-formes terrestres mobiles ;
- seule est autorisée la mise au point de nouveaux systèmes antimissiles de défense pour les zones autorisées par le traité. Ces systèmes doivent être fixes et terrestres ;
- ils s’engagent à ne pas transférer à d’autres États ou de déployer hors de leur territoire des systèmes ABM ou leurs composantes.

La mise en place d'une commission consultative permanente (CCP) permit de régler bon nombre de questions litigieuses pendant toute la durée de ce traité.